# Теріса Везерспун
Теріса Везерспун (англ. Teresa Weatherspoon, 8 грудня 1965) — американська баскетболістка.
Олімпійська чемпіонка 1988 року, бронзова призерка 1992 року.
Чемпіонка світу 1986 року.